# Pieve del Cairo
Pieve del Cairo là một đô thị ở tỉnh Pavia trong vùng Lombardia của Ý, có cự ly khoảng 60 km về phía tây nam của Milan và khoảng 30 km về phía tây nam của Pavia. Tại thời điểm ngày 31 tháng 12 năm 2004, đô thị này có dân số 2.179 người và diện tích là 25,5 km².
Pieve del Cairo giáp các đô thị sau: Ferrera Erbognone, Galliavola, Gambarana, Isola Sant'Antonio, Mede, Mezzana Bigli, Villa Biscossi.